# Entodon beyrichii
Entodon beyrichii är en bladmossart som beskrevs av C. Müller 1845. Entodon beyrichii ingår i släktet Entodon och familjen Entodontaceae. Inga underarter finns listade i Catalogue of Life.